# Cagnicourt
Cagnicourt település Franciaországban, Pas-de-Calais megyében. Lakosainak száma 422 fő (2022. január 1.). Cagnicourt Villers-lès-Cagnicourt, Quéant, Riencourt-lès-Cagnicourt, Buissy, Haucourt és Hendecourt-lès-Cagnicourt községekkel határos.

## Népesség
A település népességének változása:
| Lakosok száma | 431  | 430  | 439  | 432  | 431  | 431  | 426  | 424  | 422  |
|               | 2013 | 2015 | 2016 | 2017 | 2018 | 2019 | 2020 | 2021 | 2022 |